# Herpestes brachyurus
Espèce
Statut de conservation UICN

 NT  : Quasi menacé
La Mangouste à queue courte (Herpestes brachyurus) est une espèce de mammifère de la famille des mangoustes.

## Répartition
Elle est présente en Indonésie (Bornéo et Sumatra), en Malaisie (Malaisie péninsulaire, Sabah et Sarawak) et au Brunei.